# فرانکو کومیتری
فرانکو کومیتری (ایتالیایی: Franco Committeri؛ ‏ ۱۷ اوت ۱۹۲۴ – ۱۱ اکتبر ۲۰۰۱) تهیه‌کننده فیلم اهل ایتالیا بود.
از فیلم‌هایی که وی در آن‌ها نقش داشته‌است، می‌توان به شب بخیر، آقایان و خانم‌ها، شور عشق، مجلس رقص، ماکارونی، خانواده، ماریو، ماریا و ماریو، داستان یک جوان فقیر، شام و مسابقه ناعادلانه اشاره نمود.